# Quintanapalla
Quintanapalla – gmina w Hiszpanii, w prowincji Burgos, w Kastylii i León, o powierzchni 15,87 km². W 2011 roku gmina liczyła 114 mieszkańców.